# Break of Hearts
Break of Hearts (br: Corações em Ruínas) é um filme estadunidense de 1935, do gênero drama, dirigido por Philip Moeller.

## Elenco
- Katharine Hepburn ....  Constance Dane Roberti
- Charles Boyer     ....  Franz Roberti
- John Beal         ....  Johnny Lawrence
- Jean Hersholt     ....  Professor Thalma